# Malta (Austria)
Malta è un comune austriaco di 2 024 abitanti nel distretto di Spittal an der Drau, in Carinzia.